# Palazzo Caracciolo di Avellino
Il palazzo Caracciolo d'Avellino è un edificio di valore storico e architettonico di Napoli, ubicato in largo Proprio d'Avellino.

## Storia
Nel 350 circa San Severo, vescovo di Napoli, eresse un monastero intitolato a San Potito dove ora sorge il largo Proprio d'Avellino.
Di fronte al convento, sul finire del XIV secolo, venne eretta la residenza della famiglia Gambacorta: in origine si trattava di un palazzo prettamente medievale, progettato dall'architetto Giacomo De Santis. Della costruzione originaria resta ancora una porzione di basamento in piperno su via San Giovanni in Porta.
La successione dell'eredità arrivò probabilmente fino alla persona di Lucrezia Gambacorta, moglie di Giovanni de' Rossi. In seguito la famiglia de' Rossi si imparentò con quella dei principi di Avellino e la proprietà del palazzo fu divisa tra le due famiglie.
Il primo restauro avvenne nel 1522 su commissione dei de' Rossi: la realizzazione dell'intervento venne promossa dal seggio di montagna, con la richiesta di abbattimento del cavalcavia pedonale che univa le due abitazioni con la proprietà dei Folliero; de' Rossi, in contropartita, chiese di abbassare il livello stradale di vico San Petrillo (per la presenza di una chiesetta dedicata a San Pietro fondata dai de Ferrari) e di poter affittare a degli studenti alcuni ambienti del palazzo (prima di allora era proibito ad essi alloggiare in città).
Successivamente l'edificio passò in parte a Torquato Tasso, figlio di Porzia de' Rossi, e in parte a Domizio Caracciolo, duca di Atripalda, che lasciò la sua proprietà al nipote Camillo Caracciolo, principe di Avellino.
Dopo varie vicissitudini legali dovute alla ripartizione dell’immobile, l’intera proprietà passo nel 1596 alla famiglia Caracciolo.
Nel 1610 le monache di San Potito, con l'autorizzazione del papa Paolo V, vendettero a Camillo Caracciolo il loro monastero. A partire dal 1612 il palazzo Caracciolo di Avellino venne ristrutturato e costruita la grande scala aperta nel primitivo cortile. Il convento venne annesso al palazzo con l'intenzione di creare, a cavallo della via, un grande complesso. Oggi possiamo osservare che tutto il lato occidentale del complesso è occupato da un corpo di fabbrica residuo del chiostro del monastero di San Potito composto da sette arcate (la prima delle quali fa da cavalcavia su via Anticaglia) con modanature a tutto sesto poggianti su pilastri con sostegni laterali che reggono un cornicione su cui è sistemata una balconata continua che, nell'impatto con la facciata del primitivo palazzo, non coincide con il marcapiano di quest'ultimo. È possibile che si pensasse di proseguire le arcate a tutto il largo e a modificare la facciata dell'antico palazzo con l'aggiunta della balconata in continuità: problemi che non conosciamo dovettero impedirlo. 
L'edificio venne salvato dai tumulti di Masaniello e nel XIX secolo venne adibito a sede dell'Istituto Pontano; fu quindi restaurato per diventare condominio. Oggi il corpo di fabbrica residuo del monastero di San Potito ospita la galleria d'arte contemporanea Fondazione Morra Greco.
L'edificio ha ospitato l'amante della regina Giovanna II di Napoli (Giovanni Caracciolo), il quale era anche il suo maggiordomo.
Il palazzo è stato recentemente sottoposto ad un massiccio intervento di restauro che ha riguardato i prospetti esterni e gli interni dell'ala che ospita la Fondazione Morra Greco, dedita all'arte contemporanea. È riemersa al primo piano un'infilata di sale affrescate da Giacomo del Pò; mentre al secondo piano sopravvivono pochi ambienti che hanno conservato le decorazioni pittoriche a causa del crollo dei solai avvenuto per la pluridecennale mancanza di manutenzione subita dall'edificio.

## Altre immagini

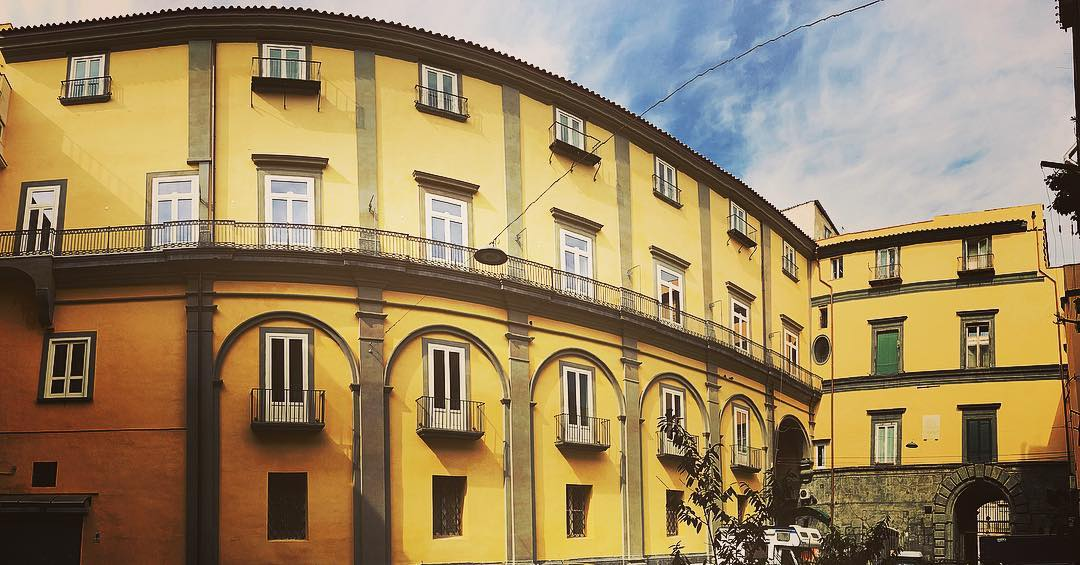
Esterno del palazzo
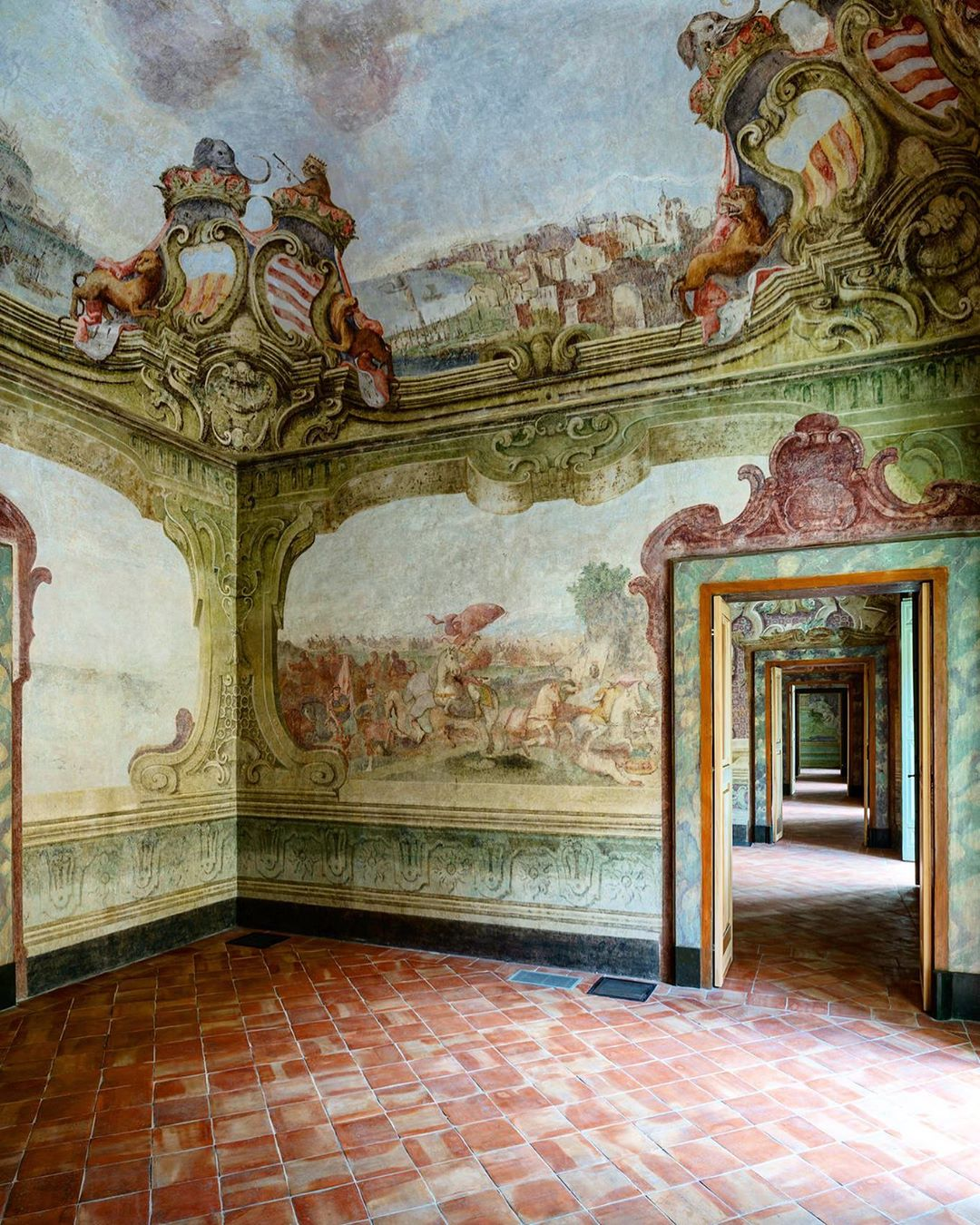
Sequenza di sale affrescate
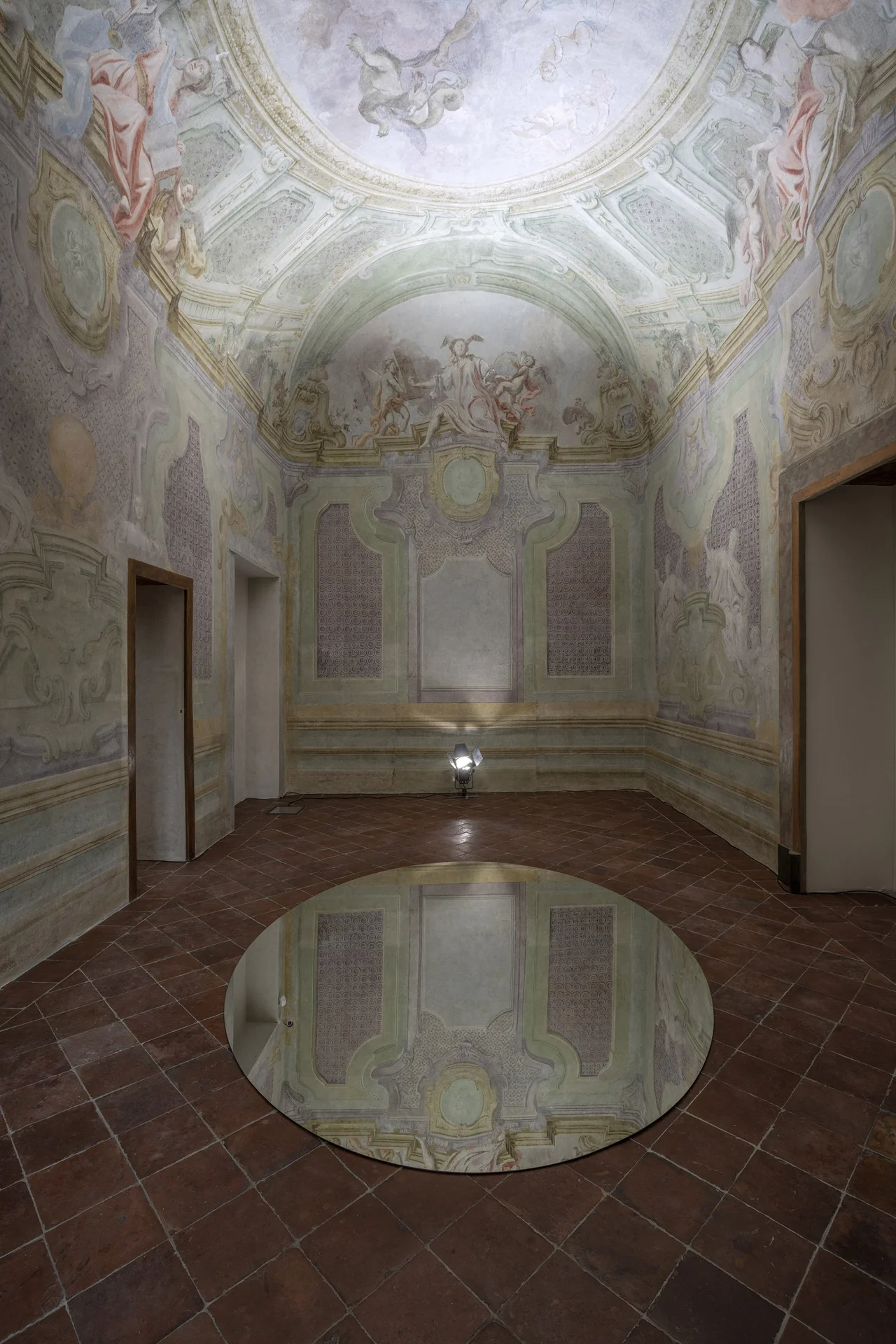
Altra stanza interamente dipinta